# یاریش‌لی (شهود)
یاریش‌لی (به ترکی استانبولی: Yarışlı) یک منطقهٔ مسکونی در ترکیه است که در شهود (شهر) واقع شده‌است.